# Onthophagus arboreus
Onthophagus arboreus là một loài bọ cánh cứng trong họ Bọ hung (Scarabaeidae).